# Dominicaanse Republiek op de Olympische Zomerspelen 1972
De Dominicaanse Republiek nam deel aan de Olympische Zomerspelen 1972 in München, West-Duitsland.

## Deelnemers en resultaten

### Gewichtheffen
| Olympiër      | Onderdeel   | Resultaat | Prestatie                                                                                     |
| ------------- | ----------- | --------- | --------------------------------------------------------------------------------------------- |
| Emilio Berroa | -82,5kg (m) | 17e       | drukken: 20ste met 127,5kg trekken: 16de met 122,5kg stoten: 16de met 157,5kg totaal: 407,5kg |

### Judo
| Olympiër            | Onderdeel | Resultaat | Prestatie                                         |
| ------------------- | --------- | --------- | ------------------------------------------------- |
| Juan Etienne Chalas | -63kg (m) | 18e       | 1ste ronde: V van BEL Lauwereins                  |
| Carlos Socias       | -80kg (m) | 21e       | 1ste ronde: vrij 2de ronde: V van CAN Illingworth |

### Schietsport
| Olympiër        | Onderdeel | Resultaat | Prestatie                             |
| --------------- | --------- | --------- | ------------------------------------- |
| Domingo Lorenzo | skeet     | 62e       | 142 punten: (19-14-20-17-17-17-18-20) |
| Riad Yunes      | skeet     | 58e       | 166 punten: (18-22-22-19-22-19-20-24) |

Afghanistan · Albanië · Algerije · Amerikaanse Maagdeneilanden · Argentinië · Australië · Bahama's · Barbados · België · Bermuda · Birma · Bolivia · Bondsrepubliek Duitsland · Brazilië · Brits-Honduras · Bulgarije · Canada · Ceylon · Chili · Colombia · Congo-Brazzaville · Costa Rica · Cuba · Dahomey · Denemarken · Dominicaanse Republiek · Duitse Democratische Republiek · Ecuador · Egypte · El Salvador · Ethiopië · Fiji · Filipijnen · Finland · Frankrijk · Gabon · Ghana · Griekenland · Groot-Brittannië · Guatemala · Guyana · Haïti · Hongarije · Hongkong · Ierland · IJsland · India · Indonesië · Iran · Israël · Italië · Ivoorkust · Jamaica · Japan · Joegoslavië · Kameroen · Kenia · Khmerrepubliek · Koeweit · Lesotho · Libanon · Liberia · Liechtenstein · Luxemburg · Madagaskar · Malawi · Maleisië · Mali · Malta · Marokko · Mexico · Monaco · Mongolië · Nederland · Nederlandse Antillen · Nepal · Nicaragua · Nieuw-Zeeland · Niger · Nigeria · Noord-Korea · Noorwegen · Oeganda · Oostenrijk · Opper-Volta · Pakistan · Panama · Paraguay · Peru · Polen · Portugal · Puerto Rico · Roemenië · San Marino · Saoedi-Arabië · Senegal · Singapore · Soedan · Somalië · Sovjet-Unie · Spanje · Suriname · Swaziland · Syrië · Taiwan · Tanzania · Thailand · Togo · Trinidad en Tobago · Tsjaad · Tsjecho-Slowakije · Tunesië · Turkije · Uruguay · Venezuela · Verenigde Staten · Vietnam · Zambia · Zuid-Korea · Zweden · Zwitserland